# Eudemis centritis
Eudemis centritis är en fjärilsart som beskrevs av Edward Meyrick 1912. Eudemis centritis ingår i släktet Eudemis och familjen vecklare. Inga underarter finns listade i Catalogue of Life.